# 1936年6月19日の日食

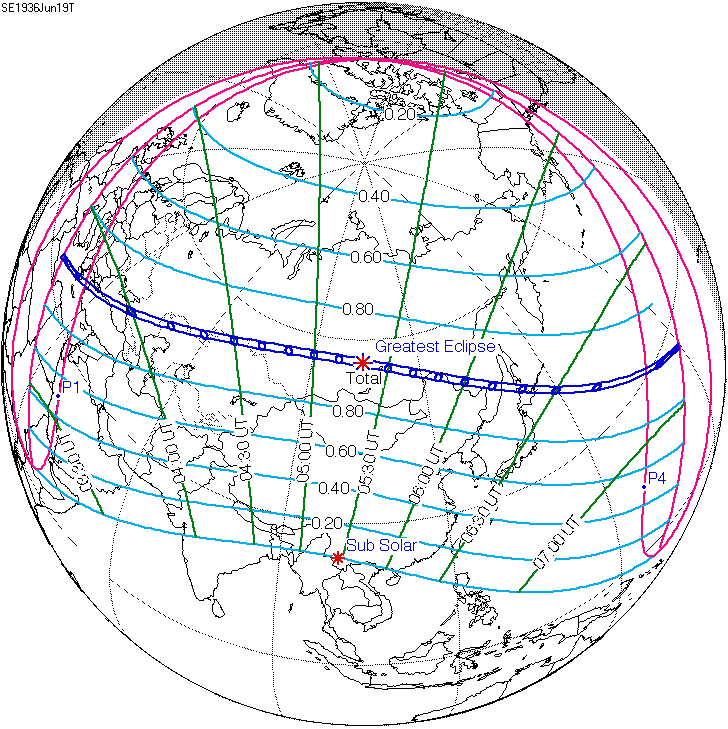

トルコのウル山で皆既日食を観測する天文学者

1936年6月19日の日食は、1936年6月19日に観測された日食である。ギリシャ、トルコ、ソ連、中国、日本で皆既日食が観測され、ユーラシア大陸の大部分と周辺の一部で部分日食が観測された。ソ連、日本では自国と外国の科学者が観測した。中国では遠い国境地帯だけで皆既食が見え、しかも現地が当時満州国の統治下で、中国の科学者は国内ではなく、ソ連と日本で観測した。

## 通過した地域
皆既帯が通過した、皆既日食が見えた地域はギリシャ南部、トルコ北西部、ソ連南部（現在ロシアのヨーロッパ部分南部、カザフスタン北西部、ロシアのシベリア南部）、当時満州国統治下の中国東北部北部、日本北海道北部だった。
また、皆既日食が見えなくても、部分日食が見えた地域はヨーロッパのほとんど（イベリア半島を除く）、アフリカ北部、アジアの大部分（南部を除く）、北アメリカ北部、太平洋北西部の島々だった。そのうち大部分の地域では現地時間6月19日に日食が見え、北アメリカ北西部では現地時間6月18日に見え、白夜のあるカナダ北東部では深夜0時をまたいで6月18日から6月19日まで見えた。

## 観測

### ソ連
人口の少ない北極海沿岸だけで皆既日食が見える1927年6月29日を除いて、これはソビエト連邦建国以降国内で見える初の皆既日食（前回はロシア帝国時代の1914年8月21日）。計28のソ連国内の観測隊（17の天文観測隊と11の地球物理学観測隊）とフランス、イギリス、アメリカ、イタリア、チェコスロバキア、スウェーデン、オランダ、中国、日本、ポーランドからの12の国際観測隊がソ連で観測を行った。観測隊には370人の天文学者がおり、70人の外国人に対して利便性を高めるため、全連邦共産党は鉄道と水路の運賃を50％削減する方針を発表した。現在のロシア科学アカデミーの前身であるソ連科学アカデミーは特別委員会を設立し、2年をかけて準備した。政府は1934年、1935年、1936年にそれぞれ6万、36.5万、40万ルーブルの募金を集めた。レニングラード天文研究所の専門家は直径100ミリメートル、焦点距離5メートルのコロナグラフを6台製造し、プルコヴォ天文台、シュテルンベルク天文研究所、全連邦天文と測地学会モスクワ支会、ハルキウ国立大学天文研究所、ヴァシリー・パヴロヴィッチ・エンゲルガルト天文台、ウルグ・ベク天文学研究所に配った。地上のほか、科学者は気球と飛行機でも観測を行った。
そのうち、プルコヴォ天文台とそのシメイズ観測所（現在のクリミア天体物理天文台）は3つの観測隊を派遣した。ソ連科学アカデミー日食観測特別委員会委員長ボリス・ゲラシモヴィッチ率いる隊はオレンブルク州アクブラクで彩層と紅炎の研究をした。ガブリール・チホフ率いる隊は前往オレンブルク州サラで観測した。インノケンティ・アンドレエヴィチ・バラノフスキー率いる隊はオムスクでコロナの研究をした。シュテルンベルク天文研究所の観測隊はクイビシェフカ（現在アムール州のベロゴルスク）郊外のボチカリョフ村（Бочкарёв）で彩層とコロナのスペクトル、コロナの偏光、相対性理論から導かれた光が重力場で曲がる現象について研究した。ニコライ・パブロヴィッチ・バラバショフ率いるハルキウ天文台の観測隊はクラスノダール地方のベロレチェンスクでコロナの光度と偏光、彩層のスペクトルについて研究した。ジョージア国立天文物理観測所の観測隊はコロナの放射の研究をした。全連邦天文と測地学会モスクワ支会の観測隊は標準コロナグラフ観測をし、全国のアマチュア観測もリードした。ヴァシリー・パヴロヴィッチ・エンゲルガルト天文台の観測隊は現在のカザフスタンにあるコスタナイ州で回折格子を用いてコロナの可視光線スペクトルの研究をし、標準コロナグラフでコロナを撮影した。
ドナルド・メンゼル率いる24人のアメリカ観測隊はプルコヴォ天文台の1つの観測隊と合同でアクブラクに行った。ジョルジオ・アベッティ率いるイタリアのアルチェトリ天文台の4人の天文学者はプルコヴォ天文台のもう1つの観測隊と合同でサラに行った。

### 日本
日本国内は北海道に20の天文観測隊と18の地球物理学観測隊を派遣した。また、イギリス、アメリカ、インド、中国、チェコ、ポーランドの観測隊も北海道に行った。成功した隊も失敗した隊もある。偶然で、枝幸郡の海沿いの村枝幸村は1896年8月9日にも皆既日食が見え、多くの外国人科学者が訪れた。そのため、交通の不便にもかかわらず、京都大学大学院理学研究科附属花山天文台と中国の観測隊はそこで観測した。
この皆既日食の観測のため幌延村（現在の幌別町）に滞在していた長野県上諏訪町（現在の諏訪市）のアマチュア天文家五味一明は、前日の6月18日20時40分頃、村民に星座解説をしている際に、偶然ケフェウス座δ星の近くに新星を発見した。この新星は第一発見者の五味の名前を取って、「五味新星」と呼ばれた。

### 中国
紫金山天文台の建設が完了して間もない1934年11月に、天文学者の高魯は中国日食観測委員会を結成し、1936年と1941年の2回の皆既日食を観測することを提案した。（その後の1943年2月4日にも中国東北部、ソ連、日本で皆既日食が見えたが、中国には観測計画がなく、観測活動もなかった。）委員会は蔡元培が会長を、高魯が事務総長を務め、天文研究所の下に設置された。募金で政府に計3万を要請し、イギリス、フランス、アメリカが庚子事変による賠償金で設立した庚子賠款委員会から12万の補助も得た。中国でこの皆既日食が見える地域は全て主要都市から遠い中ソ国境地帯にあり、しかも当時は満州国統治下で、結局委員会は2つの観測隊を海外に派遣した。中国初の海外での科学観測だった。
2隊のうち、1隊は張鈺哲と李珩2人だけで、ソ連シベリアへ行った。最初は天気の良いオレンブルク州へ行く予定だったが、結局天気と限られた時間のためハバロフスクを選んだ。2人は5月31日に上海から船で日本に行き、列車に乗り換え、敦賀市で再び船に乗り、6月9日にソ連ウラジオストクに着き、2日間の滞在の後6月11日に国際列車でハバロフスクに到着した。コロナの撮影、日食時刻の測定、皆既食と夕暮れの時の空の光度の比較をする予定だった。日食当日、朝と正午は晴れだったが、午後の日食中空が雲に覆われ、夕方には大雨が降り、観測は成功しなかった。
もう1隊は余青松、陳遵嬀、鄒儀新、魏学仁、沈璿、馮簡6人で、日本北海道へ行った。6月3日に南京を出発し、6月8日夜に東京に着き、翌日北海道に向かって出発し、6月11日正午に枝幸村に到着した。現地は1896年8月9日にも皆既日食が見え、多くの外国人科学者が訪れた。コロナの撮影、一般人向けの映画撮影、1941年の皆既日食観測に経験を積み上げることが計画だった。日食当日、最初は雲があったが、皆既食の始まりの前に太陽が雲から出、結果コロナの3枚の一般画像、1枚の紫外線画像、3本の映画が撮られた。
南京では部分日食だけが見えた。観測する価値があまりなかったが、南京にとどまる高平子と李銘忠は事前の計算の精度を検証するため、日食の時刻を記録した。

## 逸話
偶然で、ソ連の作家マクシム・ゴーリキーは日食前日の1936年6月18日に死去した。葬式の日、全連邦共産党の機関紙「プラウダ」は詩人ミハイル・アルカデビッチ・スヴェトロフのゴーリキーへの詩を掲載した。「失意の夕暮れが日食を伴う」という表現があった。